# Coureaux de Groix
Pour les articles homonymes, voir Groix (homonymie).
Les Coureaux de Groix sont des bas-fonds rocheux situés entre l'île de Groix et la rade de Lorient. Ils forment un détroit situé entre le Morbihan continental (communes de Plœmeur, Larmor-Plage, Port-Louis et Gâvres), au nord, et l'île de Groix, au sud.

## Étymologie
Un Coureau (avec un seul "r") est un terme de marine qui désigne une "sinuosité entre des bas-fonds et des roches que l'eau recouvre",.

## Géographie
Les Coureaux de Groix permettent l'accès aux ports de Lorient.
Ils sont redoutés par les navigateurs en raison de la force importante des courants en cet endroit, particulièrement lors des marées à fort coefficient.

## Histoire

### L'ancienneté de la navigation
La navigation dans les Coureaux de Groix est très ancienne. Trois amphores romaines y ont été « pêchées » en 1868.

### Le pardon des Coureaux de Groix
A. Marteville et P. Varin, continuateurs d'Ogée, ont décrit le pardon des Coureaux en 1843 :

« C'est là que l'on fait la pêche de sardine la plus abondante de toutes nos côtes. C'est là aussi que se fait solennellement chaque année, le jour de la Saint-Jean, la bénédiction de la pêche. Ce jour-là la population de Groix, clergé et bannière en tête, monte dans ses bateaux et gagne le milieu du coureau. De son côté, la population de terre ferme, partie du village de l'Armor avec le clergé de Ploemeur, arrive à force de rames. Les clergés se réunissent sur une seule barque ; les deux croix paroissiales s'inclinent alors l'une vers l'autre et s'embrassent. À ce signal les chants de marins éclatent à l'unisson et ne cessent que lorsque le recteur de Ploemeur se lève sur un des bancs de rameurs, et d'un geste paternel impose le silence à cette foule bruyante. Les prières remplacent les chants, l'eau bénite est lancée aux quatre points cardinaux, et le silence est tel qu'on entendrait cette eau tomber dans la mer. Chaque matelot prie en son cœur et implore le ciel avec ferveur pour qu'il rende abondante la pêche qui doit donner l'existence à toute sa famille. Enfin les prières cessent, les bannières s'inclinent de nouveau, les deux clergés se séparent ; les chants recommencent et les barques retournent au port où de nombreuses libations viennent terminer cette journée et lui enlever son splendide et sublime caractère. »

A. Mahé de la Bourdonnais a aussi décrit ce pardon des Coureaux de Groix en 1892 : 

« Le village de Larmor doit la célébrité dont il jouit depuis des siècles à la cérémonie curieuse de la bénédiction annuelle du Coureau de Groix. On appelle ainsi le chenal de dix ou douze kilomètres qui sépare l'île de Groix de la terre ferme. C'est dans le coureau que se fait la pêche à la sardine, seule industrie des habitants de l'île et des côtes voisines, et la bénédiction du coureau a pour but que la pêche soit abondante. Cette cérémonie a lieu chaque année le 24 juin, jour de la Saint-Jean. Dès le matin, le village de Larmor se remplit d'une foule de paysans et de pêcheurs des environs, ainsi que d'un grand nombre d'habitants de Lorient. Bientôt le clergé de Plomeur [Ploemeur], croix et bannières en tête, sort de la chapelle de Larmor, se rend processionnellement au rivage et prend place dans une embarcation pavoisée. Un grand nombre de chaloupes et de péniches aussi pavoisées, montées par des pêcheurs auxquels se mêlent des curieux, entourent l'embarcation et l'accompagnent jusqu'au milieu du courant où se rendent directement de leur côté avec les flottilles qui leur font escorte et aux chants des litanies et des cantiques bretons, le clergé de Port-Louis, partant de Loc-Malo, et celui de Riantec, partant de Gavre. Après une traversée plus ou moins longue, selon que le vent est propice ou contraire, selon que la mer est calme ou tourmentée, les cortèges s'arrêtent pour attendre la procession de l'île de Groix, si elle n'est déjà arrivée au rendez-vous. Lorsque ces processions flottantes sont réunies, les quatre croix paroissiales s'inclinent l'une vers l'autre et s'embrassent, les quatre clergés passent sur un caboteur de Groix et un signal de reconnaissance, sur lequel est écrit "Bretagne", est hissé au grand mât. À ce signal, le garde-pêche du Port-Louis fait tonner son artillerie et continue sa salve pendant la bénédiction donnée chaque année, alternativement, par le curé de l'une des quatre paroisses, debout sur le pont de la chaloupe. »